# Pseudophryne corroboree
Pseudophryne corroboree es una especie de anfibio anuro de la familia Myobatrachidae.

## Distribución geográfica y Hábitat
Esta especie es endémica del sureste de Australia. Se encuentra en el sureste de Nueva Gales del Sur y en el Territorio de la Capital Australiana. Habita en los pantanos de musgo de los Alpes australianos.

## Descripción
Su lado ventral es negro con patrones en blanco, amarillo, a veces incluso azul pálido.

## Etimología
El nombre de su especie fue dado en referencia a su librea dorsal que recuerda a los atuendos de los aborígenes australianos en Corroborees.

## Publicación original
- Moore, 1953 : A new species of Pseudophryne from Victoria. Proceedings of the Linnean Society of New South Wales, vol. 78, p. 179-180[6]